# Liste antiker Ortsnamen und geographischer Bezeichnungen/Xa
| Lateinischer Name | Griechischer Name | Beschreibung                                            | Heute             | Quellen und Verweise          | Lage                 |
| ----------------- | ----------------- | ------------------------------------------------------- | ----------------- | ----------------------------- | -------------------- |
| Xanthus           | Ξάνθος (Xanthos)  | Stadt in Lykien                                         |                   | Smith;                        | 36° 21′ N, 29° 19′ O |
| Xanthus           | Ξάνθος (Xanthos)  | Fluss in Lykien                                         | Eşen Çayı         | Smith;                        |                      |
| Xanthus           | Ξάνθος (Xanthos)  | alternativer Name für den Fluss Skamandros in der Troas | Karamenderes Çayı | Smith;                        |                      |
| Xanthus           | Ξάνθος (Xanthos)  | kleiner Fluss in Epirus                                 |                   | Vergil, Aeneis 3, 350; Smith; |                      |
| Xathri            | Ξάθροι            | Volk in Indien                                          |                   | Smith;                        |                      |